# Politainment
Politainment (Kombination aus den Wörtern Politik und Entertainment) bezeichnet die Verknüpfung von Politik, Journalismus und Unterhaltungskultur.

## Politainment nach Andreas Dörner
Der Medienwissenschaftler Andreas Dörner von der Universität Marburg stellt dabei zwei Ebenen fest:
1. Unterhaltende Politik: Politische Akteure greifen auf Instrumente und Stilmittel der Unterhaltungskultur zurück, um ihre Ziele zu verwirklichen.
2. Politische Unterhaltung: Die Unterhaltungsindustrie verwendet gezielt politische Figuren, Themen und Geschehnisse, um so ihre Produkte interessant und attraktiv zu gestalten.

Die wissenschaftliche Diskussion um diesen Komplex hat ihren Ausgangspunkt schon in den Studien von Paul Lazarsfeld im Jahr 1940 (The People's Choice. How the voter makes up his mind in a presidential campaign. New York/London 1944), in denen er konstatierte, dass interpersonale Kommunikation einen viel stärker als bisher angenommenen Einfluss auf das spätere Wahlverhalten habe.
Als ein typisches, gleichwohl gescheitertes Beispiel für die Ebene der unterhaltenden Politik kann die so genannte „Swimmingpool-Affäre“ des ehemaligen Verteidigungsministers Rudolf Scharping angesehen werden. Der SPD-Politiker ließ sich von der Bunten mit seiner Lebensgefährtin Gräfin Pilati im Swimmingpool auf Mallorca ablichten.
Als Beispiel für politische Unterhaltung kann unter anderem die „Lindenstraße“ angeführt werden. Immer wieder werden in der Serie Bezüge zur aktuellen Politik hergestellt oder gesellschaftlich umstrittene Themen wie Homosexualität oder AIDS aufgegriffen.
Die Beimengung von Unterhaltungselementen in die politische Rede bzw. die politische Berichterstattung, in politisches Agieren insgesamt, wird oft als bedenklich bewertet, da allzu leicht konkrete Inhalte und Aussagen der ansprechenden Aufmachung weichen könnten. Diese kulturkritische Warnung wird von manchen darum genau wie für die Phänomene Infotainment und Edutainment geäußert. Eine positivere Erklärung versteht Politainment als eine Konsequenz aus weitverbreiteter Politikverdrossenheit, die dazu diene, dem Durchschnittsbürger Politik wieder näherzubringen. Grundsätzlich schlössen sich Information und Unterhaltung nicht aus. Allerdings gebe es Anzeichen, dass Politainment eher zu einer Verflachung des allgemeinen politischen Bewusstseins führe, da die Grenzen zum populären Journalismus der Boulevardpresse zunehmend unscharf würden.

## Politainment nach Rudi Renger

Zusammenhang zwischen Politainment und unterschiedlichen Journalismen

Der Zusammenhang von politischer Berichterstattung und Unterhaltung wurde schon relativ früh vom Boulevardjournalismus erkannt. So wurde etwa über die Wiener Gemeindepolitik von der österreichischen „Kronen Zeitung“ vor 1918 nur dann geschrieben, „wenn diese ‚nicht gar zu langweilig’ verlief oder es eine ‚Hetz’ [= einen Spaß] zu vermerken gab“ (Renger 2000: 120).
Für den Kommunikationswissenschaftler Rudi Renger der Universität Salzburg ist Politainment die neue Realität des Politischen. Denn „Lachen kann man über alles, aber das ist auch schon das Problem“ (Heldt 1990: 11) und das trifft auch für das Beziehungsgeflecht Politik und Unterhaltung zu. Zwar leistet Politainment eine Reduktion der komplexen politischen Sachverhalte und veranschaulicht dadurch die Welt der Politik auch für den Laien, doch politische Positionen und Programminhalte, aber auch kontinuierlich auftretende Konfliktlinien und Konfrontationen werden durch die simplifizierte Darstellung im Modus des Feel good (vgl. Dörner 2001: 62ff.) auf ein (narratives) Niveau von Anekdotensammlungen sowie der Privatisierung und Personalisierung des Politischen heruntergebrochen. Unterhaltsame Politikberichterstattung ist schließlich das journalistische Endprodukt aus der Symbiose zwischen Medienmachern und politischen Akteuren, das auf Unternehmensseite Zuschauergruppen und auf Politikerseite Wählergruppen erschließen helfen soll. Das Banner der Quotensteigerung schwebt über den einen wie den anderen. (vgl. Renger/Wiesner 2007)
Politikberichterstattung hat in der modernen Gesellschaft die Aufgabe, politische Themen zur öffentlichen Kommunikation her- und bereitzustellen. Im Zuge der eigenen Meinungsbildung, die in Form von Wählerstimmen die Politik beeinflusst, sind die Menschen heute mehr denn je auf die Massenmedien angewiesen. Doch das Verhältnis von Medien und Politik ist ein angespanntes. Alexander Van der Bellen (Der Standard am 25. April 2006), Bundessprecher der Grünen in Österreich, sieht darin ein ständiges Wechselspiel von Nähe und Distanz: „Wir brauchen uns beide. Sie uns als Kasperln zum Vorführen und wir sie, denn ohne Medien existierst du politisch nicht.“ Die Politik inszeniert sich daher zunehmend, um Medieninhalte zu beeinflussen. (vgl. Wiesner/Allmer 2006: 24)
Unterschiedliche „Journalismen“ (wie auch das Phänomen Politainment) können in ein Modell (siehe Abbildung: Zusammenhang zwischen Politainment und unterschiedlichen Journalismen) eingeordnet werden, die unterschiedlichen „Blattstile“ (Style Guide) von Tageszeitungen lassen sich wiederum durch die relativ gleich bleibende Verwendung von unterhaltsamen Elementen (bildliche Sprache, Metapher, Allegorie, Metonymie, Periphrase, Kenning usw.) sowie der Trennung zwischen Nachricht und Meinung in der Politikberichterstattung erkennen.(vgl. Renger/Wiesner 2007)
Diese neue Realität des Politischen kann als unterhaltende Politikberichterstattung auf verschiedene Art und Weise konstruiert werden: Durch gewisse Narrationsformen, durch die Auswahl und Aufbereitung von politischen Themen, durch die Personalisierung von Prozessen, durch das Familialisieren bzw. das Privatisieren (in Form emotionaler Andockstellen für individuelle Erfahrungen für das Publikum), durch starke (Be-)Wertungen in „objektiven“ journalistischen Darstellungsformen (wie Meldung und Bericht) und durch eine große Anzahl an metaphorischen bzw. emotionalisierenden Wörtern. (vgl. Wiesner/Allmer 2006: 25)

## Politainment nach Thomas Meyer
Nach dem Politikwissenschaftler Thomas Meyer von der Technischen Universität Dortmund, der sich wie Rudi Renger auch auf Andreas Dörner bezieht, bezeichnet Politainment die sowohl von den politischen Akteuren als auch von den medialen Beobachtern geprägte Kommunikationsstruktur, bei der die öffentliche Darstellung von Politik und ihr tatsächlicher Vollzug voneinander getrennt werden. Statt die tatsächlichen politischen Prozesse in den Mittelpunkt der Information zu stellen, wird Politik auf einer „Inszenierungsoberfläche“ (Thomas Meyer) dargeboten. Zu den Bedingungen des Politainment zählen nach Thomas Meyer „Symbolische Scheinpolitik“, „mediengerechte Theatralisierung“, „Event-Politik“ und „Image-Politik“. (vgl. Meyer 2006: 84f.)
Als einen klassischen Fall von Politainment und „Symbolischer Scheinpolitik“ beschreibt Meyer den Fall, „als sich Ronald Reagan vor den versammelten TV-Kameras auf der Schulbank eines Klassenzimmers mit Lehrern und Schülern ins Gespräch vertiefte und vor den Augen des Publikums leidenschaftliches Interesse am Bildungswesen zeigte, während seine Regierung gerade den Bildungsetat gekürzt hatte.“ Ein solches Politainment könne „Placebo-Politik zu Verstellungszwecken sein.“ Nach Meyer gehöre Politainment zum „Handwerkszeug des Medien-Machiavellisten.“ (vgl. Meyer 2006, 84f.)

## Weiterentwicklung Protestainment
In Anlehnung an den Politainment-Begriff von Andreas Dörner beschäftigen sich die Soziologen der Technischen Universität Dortmund Gregor J. Betz, Ronald Hitzler und Friederike Windhofer mit Vergnügtem Protest (vgl. Betz 2016), also mit der Anreicherung von Protestereignissen mit Unterhaltungselementen, und schlagen den Begriff Protestainment vor (vgl. Betz et al. 2017). In historischer Perspektive belegen sie in qualitativen Fallstudien an den Beispielen Energiewendeprotest und gewerkschaftlicher erster Mai einen Wandel in der Protestmobilisierung dahingehend, dass potenziellen Teilnehmenden verstärkt unpolitische, inhaltlich nichtssagende Unterhaltungselemente versprochen werden. Dies deckt sich mit Erkenntnissen aus Interviews mit Teilnehmenden bei aktuellen Protestereignissen, wonach Teilnehmende überwiegend politische Inhalte und Vergnügen gleichermaßen erwarten.